# CDL ∞
CDL ∞는 일본의 10인조 걸그룹이다. 2022년 싱글 [CRASH & BURN]으로 데뷔했다.

## 방송
- iCON Z ~Dreams For Children~ (2021)

## 음반
- CRASH & BURN (2022)